# Mimandria recognita
Mimandria recognita är en fjärilsart som beskrevs av Saalmüller 1891. Mimandria recognita ingår i släktet Mimandria och familjen mätare. Inga underarter finns listade i Catalogue of Life.